# امرؤ القيس بن حمام الكلبي
امرؤ القيس بن حمام الكلبي هو امرؤ القيس بن حمام بن مالك بن عبيدة بن عبد الله بن كنانة بن بن بكر بن عوف بن عذرة بن زيد الله بن رفيدة بن ثور بن كلب بن وبرة. شاعر جاهلي قديم عاصر المهلهل بن ربيعة المتوفى سنة (531م - 94 ق.هـ)، ذكر الرواة أنه كان هجيناً (أي أن أمهُ كانت أَمَةً) وقيل إنه مات سنة 580 ميلادية وله من العمر (150) سنة.